# Harpagins
Els harpagins (Harpaginae) són una subfamília d'ocells rapinyaires de la familia dels accipítrids (Accipitridae).
En les modernes classificacions inicialment hom considerava el gènere Harpagus l'únic de la subfamília Harpaginae o encara de la tribu Harpagini (dins la subfamília dels buteonins).
Posteriorment l'evidència filogenètica, indicà que les 2 espècies d'esparver menut presents a Amèrica del Sud haurien de ser traslladades fora del gènere Accipiter, creant-ne un de nou, Microspizias, el qual fou acceptat pel Congrés Ornitològic Internacional, en la seva llista mundial d'ocells (versió 12.2, juliol 2022). Microspizias, a la vegada, seria germà del gènere monofilètic Kaupifalco, de l'Àfrica i, més propers filogenèticament a harpagus que a la subfamília dels Accipitrins.

## Taxonomia
Segons la classificació del Congrés Ornitològic Internacional (versió 12.2, 2022), els 3 gèneres que composarien aquesta subfamília contindrien 5 espècies:
- Subfamília Harpaginae
  - Gènere Microspizias
    - esparver menut sud-americà (Microspizias superciliosus)
    - esparver menut de clatell blanc (Microspizias collaris)

  - Gènere Kaupifalco
    - astor llagoster (Kaupifalco monogrammicus)

  - Gènere Harpagus
    - milà bidentat pit-roig (Harpagus bidentatus).
    - milà bidentat cuixa-roig (Harpagus diodon).